# Wolfram Ostertag
Wolfram Ostertag (* 7. Dezember 1937 in Ludwigsburg; † 20. September 2010) war ein deutscher Genetiker.

## Leben und Werk
Wolfram Ostertag wurde als Sohn von Ferdinand und Helene Ostertag, geb. Breuninger, geboren. Nach seinem Abitur 1956 studierte er Biologie, Chemie und Physik an der Universität Mainz. Ein Stipendium ermöglichte ihm 1957/58 einen Aufenthalt an der Indiana University in Bloomington, wo er 1958 seinen Bachelor machte. Von 1958 bis 1961 war er dort Assistent bei Hermann Joseph Muller, bei dem er mit einer Arbeit zur Vererbungsforschung an Drosophila melanogaster promoviert wurde. Anschließend war er bis 1966 am Institut für Humangenetik an der Universität Münster, wo er sich mit einer Arbeit zur chemischen Mutagenese an menschlichen Zellen im Fach Grundlagenforschung der Humangenetik habilitierte. Als Gastwissenschaftler forschte er zwei Jahre an der Johns Hopkins University in Baltimore, um dann bis 1979 Arbeitsgruppenleiter in der Abteilung Molekularbiologie im Max-Planck-Institut für experimentelle Medizin in Göttingen zu werden. Daneben wurde er 1972 außerplanmäßiger Professor für Humangenetik an der Universität Göttingen und von 1979 bis 1981 Arbeitsgruppenleiter am Beatson Institute for Cancer Research, Glasgow. Seit 1980 war er Leiter der Abteilung Zell- und Virusgenetik des Heinrich-Pette-Instituts für experimentelle Virologie und Immunologie an der Universität Hamburg und von 1995 bis 1998 Vorsitzender des Direktoriums dieses Instituts. Er hatte seit 1983 eine außerplanmäßige Professur für Genetik an der Universität Hamburg inne, von der er im Jahr 2002 emeritiert wurde. Ab 2003 war er Honorarprofessor an der Medizinischen Hochschule Hannover.

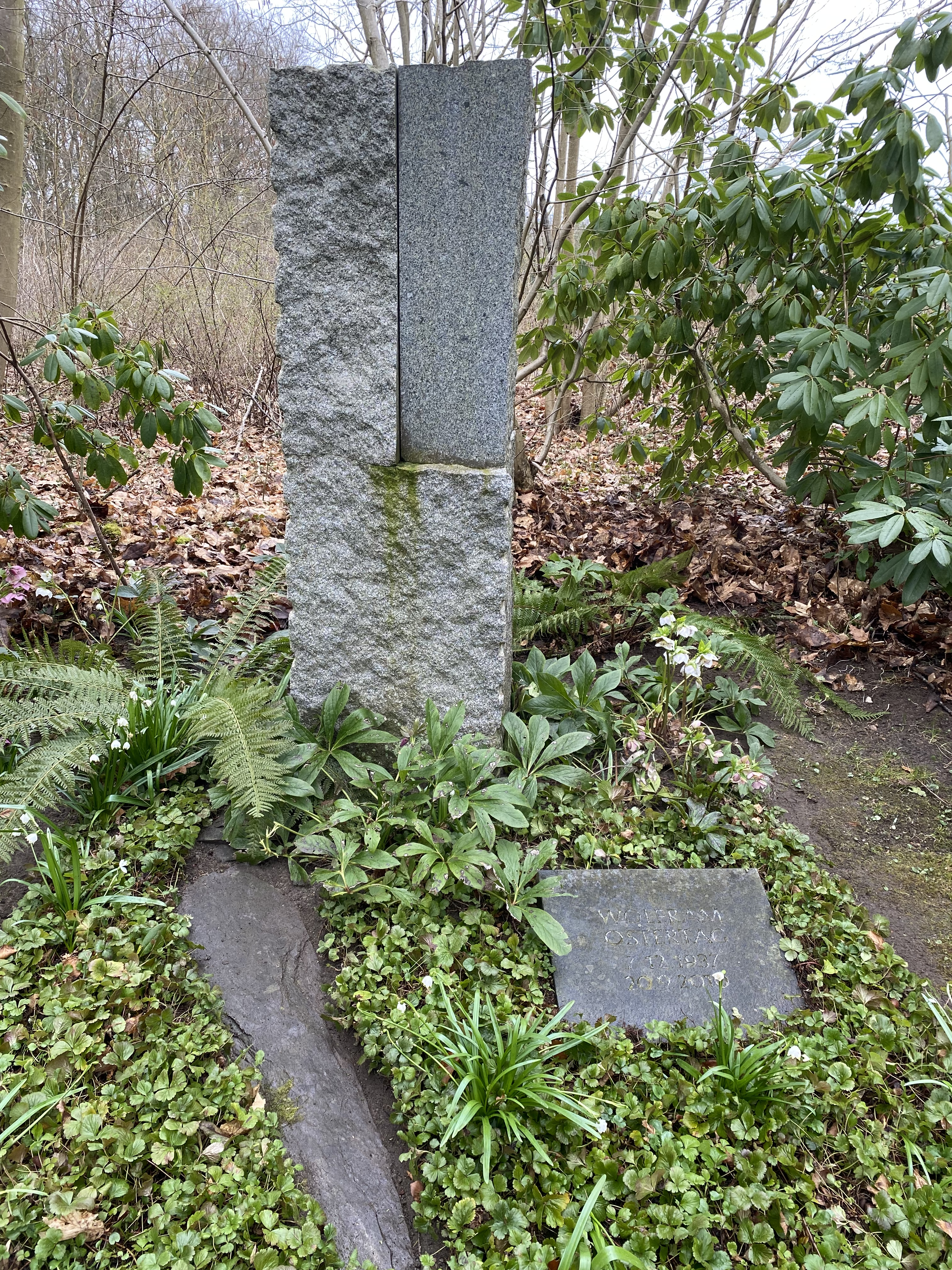
Grabstätte auf dem Waldfriedhof Wohldorf

Ostertags Arbeitsgebiete waren Genetik, Virologie, Krebsforschung, Entwicklungsbiologie und retroviraler Gentransfer. Bereits in den sechziger Jahren untersuchte er die chemische Mutagenese in Zellkulturen des Menschen und entdeckte, dass Koffein Brüche in Chromosomen verursacht. Später untersuchte er das blutbildende System, besonders die Differenzierung der roten Blutkörperchen. Er prägte damit das Hybridmodell der Hämatopoese, das heißt die Blutbildung aus Stammzellen, mit und beschrieb die Bildung der embryonalen Hämoglobine. Außerdem entwickelte er retrovirale Vektoren zum Gentransfer in embryonale und hämatopoetische Stammzellen. Diese Vektoren werden heute in den meisten gentherapeutischen Studien zum Transport der fremden Gene verwendet. 1974 beschrieb er als Erster die anti-retroviralen Eigenschaften von Azidothymidin, das später als erstes Medikament gegen das HI-Virus zugelassen wurde.
Ostertag heiratete Monika Knippenberg, mit der er drei Kinder hatte: Franka (* 1966), Isa (* 1971) und Edda (* 1975). Seine letzte Ruhestätte erhielt er auf dem Hamburger Waldfriedhof Wohldorf.

## Veröffentlichungen
Seine Publikationsliste weist mehr als 230 Veröffentlichungen auf, darunter:
- The genetic basis of somatic damage produced by radiation in third instar larvae of Drosophila melanogaster. Ph. D. Thesis, Indiana University, 1961.
- Chemische Mutagenese an menschlichen Zellen in Kultur. Habilitationsschrift, Verlag der Akademie der Wissenschaften und der Literatur, Mainz 1966

## Auszeichnungen
- 1965 Preis der Kind-Philip-Stiftung für Leukämieforschung (für die Arbeit: N. Kluge, A. Knebel, H. Meldris und W. Ostertag: Die Polycythaemia vera als Modell zur Untersuchung der Entstehung von Leukämien)
- 1990 Preis der Wilhelm-Warner-Stiftung Hamburg
- 1991 Preis der Heinz-Ansmann-AIDS-Stiftung

## Mitgliedschaften
- American Society for Microbiology
- American Society of Gene Therapy
- International Society for Stem Cell Research